# Vicent Gaos González-Pola
Vicent Gaos González-Pola (València, 1919 - 1980) va ser un poeta i assagista valencià. Va pertànyer a una família d'artistes i intel·lectuals, entre els quals hi havia l'actriu Lola Gaos i el filòsof José Gaos (germans seus), la influència de la qual es va vore reflectida en les seues obres. Fou Llicenciat en Filosofia i Lletres per la Universitat de Madrid i Doctorat per la Universitat Nacional de Mèxic, professor de Literatura Espanyola en diverses universitats nord-americanes i europees.
Les seues obres poètiques més importants són: "Arcángel de mi noche" (1944), "Sobre la tierra" (1945), "Luz desde el sueño" (1947), "Profecía del recuerdo" (1956), "Concierto en mí y en vosotros" (1956), "Un montón de sombras" (1971), "Última Thule" (1980).
Va rebre els Premis Adonáis 1943, l'Àgora el 1963 i pòstumament el Premi Nacional de poesia 1981.
Entre les seues obres com a assagista destaquen:
- La poética de Campoamor (1955)
- Poesía y técnica (1955)[1]
- Temas y problemas de la literatura española (1960)
- Claves de la literatura española (1971)

El 2017 la seva filla dona a la Biblioteca Valenciana la seva biblioteca personal amb més de 5000 volums.